# Dominicani in Italia
La presenza di dominicani in Italia risale agli anni '90.
Nel 2021 c'erano 30.255 immigrati regolari dalla Repubblica Dominicana residenti in Italia. Nel 2006 erano 17.892. Buona parte di loro sono sposati a cittadini italiani.
I sei comuni con il più gran numero di dominicani in Italia sono inoltre: La Spezia(2 716), Roma(1 262), Napoli(1 081), Milano(973), Genova(724) e Pavia (619).